# 查島鸕鶿
查島鸕鶿（學名：Leucocarbo onslowi），也稱作查島白腹鸕鶿，是紐西蘭的特有的一種鸕鶿，僅在查塔姆群島上繁殖。其原生生境為開闊的海洋及岩岸。因面對棲息地的破壞，這鳥在IUCN紅色名錄內列為極危物種。

## 外部連結
- 國際鳥盟介紹 （页面存档备份，存于）
- （英文）  (PDF). Department of Conservation, Wellington, New Zealand. 2001  [2007-09-28]. （原始内容存档 (PDF)于2009-03-25）.